# Тилекмат
Тилекмат (кирг. Тилекмат, до 1990-х годов — Шалба) — село в Джети-Огузском районе Иссык-Кульской области Кыргызстана. Входит в состав Ак-Дебенского аильного округа. Код СОАТЕ — 41702 210 805 04 0.

## Население
По данным переписи 2009 года, в селе проживало 2004 человека.